# Андреас Каратасос
Андреас Каратасос (на гръцки: Ανδρέας Καρατάσος, Καρατάσιος) е гръцки андартски капитан, деец на Гръцката въоръжена пропаганда в Западна Македония.

## Биография
Андреас Каратасос е роден в халкидическото гръцко село Афитос, тогава в Османската империя. Присъединява се към гръцката пропаганда в Македония и действа с малка чета в отрядите на андартските капитани Василиос Папас, Христос Карапанос и Лазарос Варзис. Действа предимно в Мариово и Мъглен, както срещу българските чети на ВМОРО, така и срещу дейците на румънската пропаганда. Прогонва екзархистите от Бахово, Църнешево и Ошин. Участва с четата си в Балканската война и в края на октомври влиза с нея във Валта. В 1913 година взима участие и в Междусъюзническата война.